# Tanetze de Zaragoza (kommun)
Tanetze de Zaragoza är en kommun i Mexiko.   Den ligger i delstaten Oaxaca, i den sydöstra delen av landet, 400 km sydost om huvudstaden Mexico City.
Följande samhällen finns i Tanetze de Zaragoza:
- Tanetze de Zaragoza
- Santa María Yaviche